# Lützerath

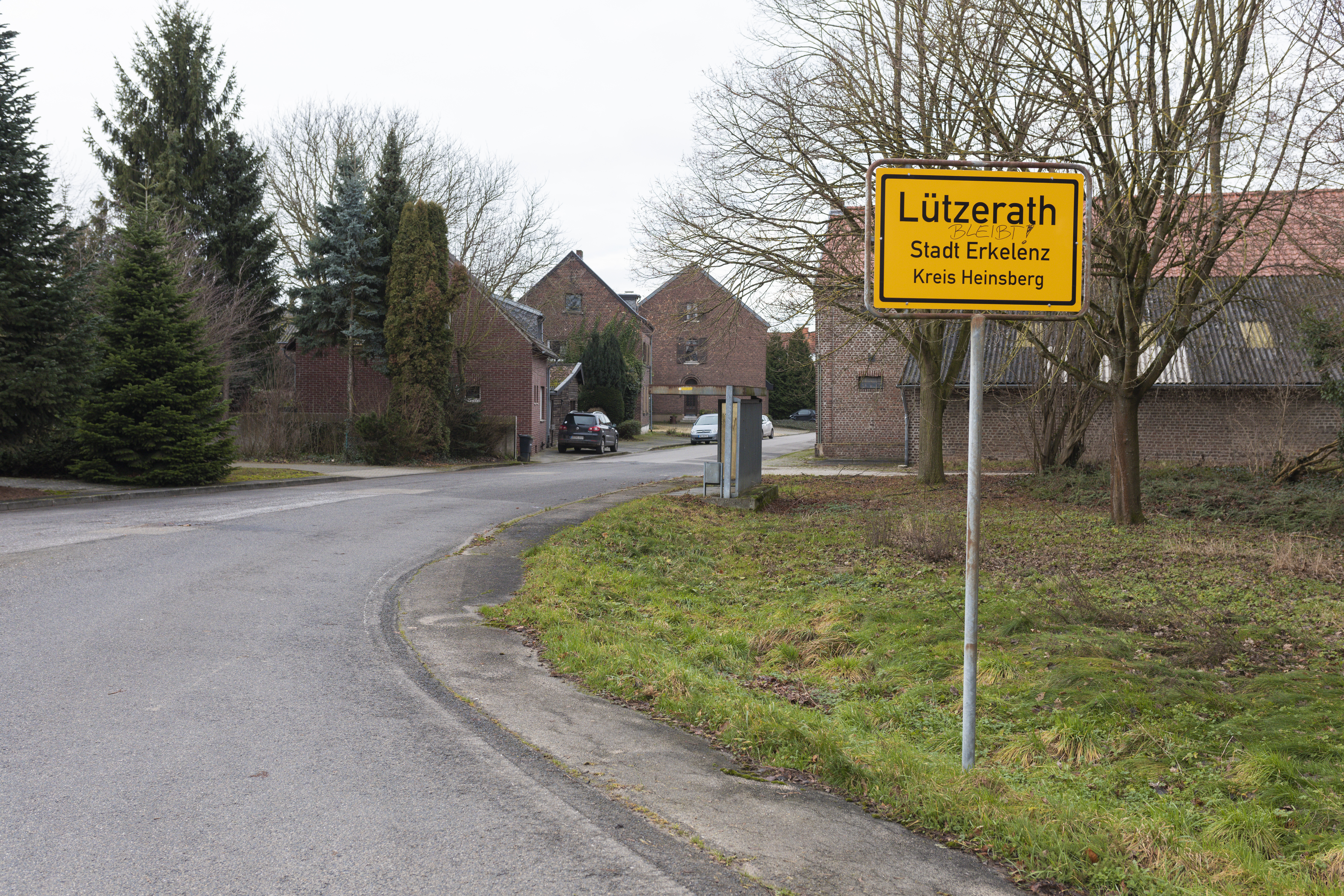
Östlicher Ortseingang aus Richtung Landesstraße 277 im Januar 2018

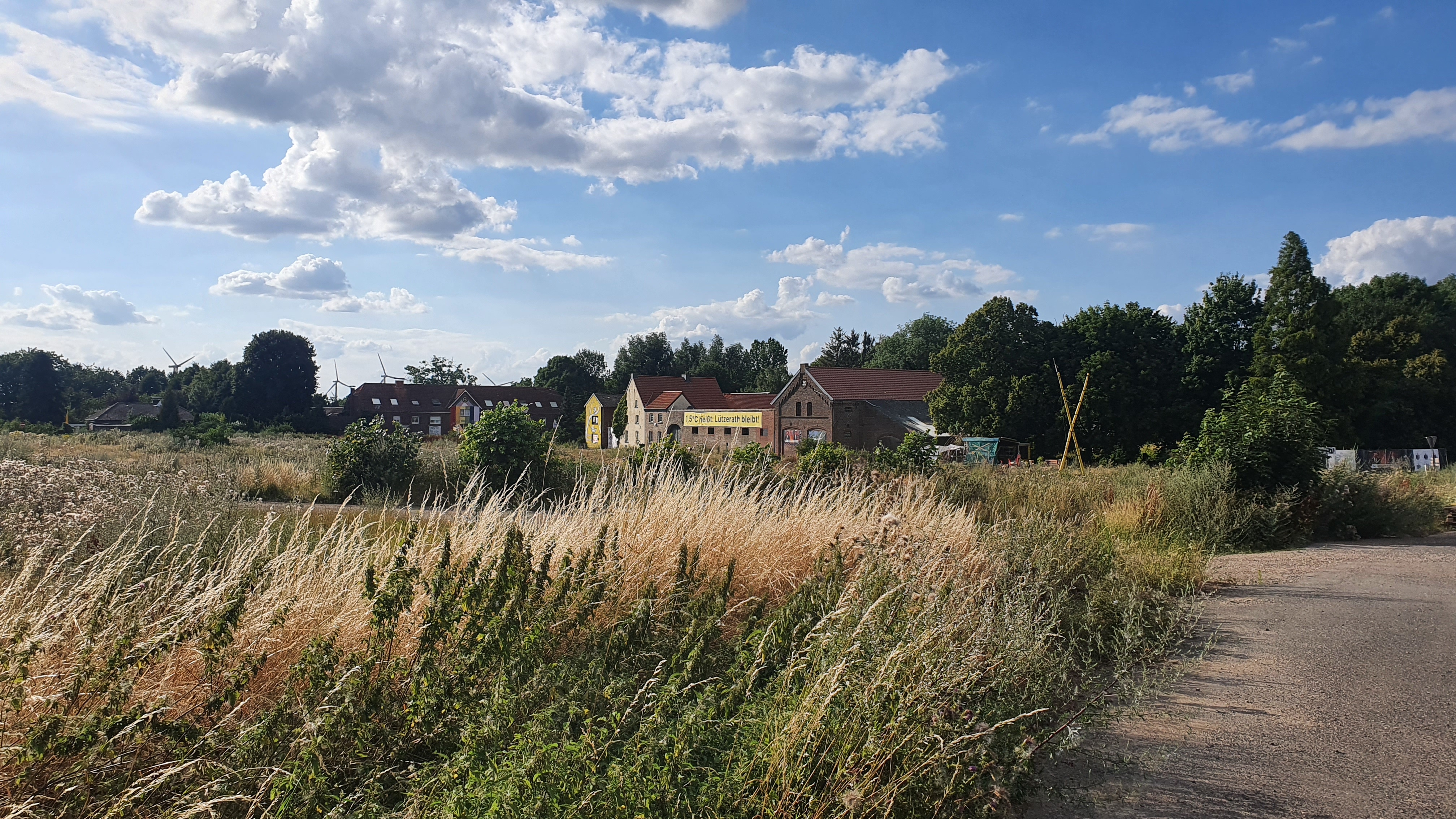
Lützerath im Juli 2022; am Hof hängt ein Banner mit der Aufschrift „1,5°C heißt: Lützerath bleibt!“

Lützerath war ein Weiler der Stadt Erkelenz in Nordrhein-Westfalen, der wie das benachbarte Dorf Immerath dem Tagebau Garzweiler II wich. Die Besiedlung ging mindestens bis in römische Zeit zurück, seit dem Hochmittelalter bestanden dort kontinuierlich Höfe, die einen Weiler bildeten.
Das Energieunternehmen RWE ließ Lützerath im Januar 2023 vollständig abreißen, um den Tagebau auszudehnen. Die Umsiedlung des Ortes hatte 2006 begonnen und war im Oktober 2022 abgeschlossen. Seit 2021 wurde in der Bundes- und Landespolitik vermehrt über den Erhalt des Weilers diskutiert. Anfang Oktober 2022 entschieden das Bundes- und das Landeswirtschaftsministerium, dass die Kohle unter dem Gebiet Lützeraths durch RWE Power bergbaulich in Anspruch genommen werden dürfe. Der Umsiedlungszielort war, wie für den bereits abgerissenen, unmittelbar südöstlich gelegenen Nachbarort Immerath, das weiter westlich gelegene neue Dorf Immerath (neu).

## Geographische Lage
Im Norden grenzten Keyenberg und Alt-Borschemich an Lützerath, im Osten Alt-Spenrath, im Süden Alt-Immerath und im Südwesten Holzweiler. Der Weiler lag zwischen Düsseldorf und Aachen und war von beiden Städten aus in rund 40 Minuten mit dem Pkw zu erreichen.

## Geschichte

### Ortsname
Die Ortschaft wurde erstmals 1168 in einer Urkunde als Lutzelenrode erwähnt. Aus dem Jahr 1651 ist der heutige Name überliefert. Die Form, wie sie in der urkundlichen Ersterwähnung angegeben ist, lässt sich als fossilisierte Dativform deuten, die im Althochdeutschen etwa als bi demo luzzilen rode, d. h. „bei der kleinen Rodung“, zu rekonstruieren ist. Althochdeutsch luzzil entspricht etymologisch dem nicht mehr gebräuchlichen neuhochdeutschen Wort lützel, d. h. klein (vgl. englisch little oder plattdeutsch lütt). Der Umlaut ist als i-Umlaut, also durch regressive Assimilation des u an das ehemalige i in der Nebensilbe entstanden. Eine andere Deutung ist, dass in dem Ortsnamen der althochdeutsche Personenname Lutzelin, abgeleitet von Luzo (Ludwig), enthalten sei, wonach der Name „Rodung des Luzelin“ bedeute. Wie Immerath und weitere benachbarte Ortschaften gehört der Weiler zur Gruppe der Ortsnamen mit dem Suffix -rath.

### Römerzeit
Im September 2021 wurde an der Abbaukante des Tagebaus eine römische Aschenkiste aus der 1. Hälfte des 3. Jahrhunderts entdeckt. Sie befand sich im Gebiet einer 2020/2021 entdeckten Villa rustica. Die vom Schaufelradbagger teils zerstörte Steinkiste maß ursprünglich etwa 145 × 90 cm, bei einer Höhe von 75 cm. Geborgen wurde der Leichenbrand einer etwa 42-jährigen Frau nebst einem Balsamarium, dazu Reste einer Griffschale und eines hölzernen Kästchens mit Metallbeschlägen.

### Mittelalter
Der Neuwerker oder Paulshof gehörte 1135 zur Abtei der Benediktinerinnen in Neuwerk.
Der Wachtmeisterhof war von 1265 bis 1802 im Besitz des Klosters der Zisterzienserinnen in Duissern bei Duisburg. Seit einigen Generationen gehört er einer Anwohnerfamilie.
Der Junkershof gehörte zunächst den Edelherren von Wevelinghoven, diese starben aber Ende des 14. Jahrhunderts aus und deren Herrschaft gelangte an die Grafen von Bentheim-Tecklenburg. Bis 1797 war der Hof in gräflichem Besitz.

### 20. und frühes 21. Jahrhundert
Am 27. Februar 1945 nahmen US-Soldaten des 116. Regiments der 29. US-Infanteriedivision Lützerath während der Operation Grenade ein.
Lützerath gehörte jahrhundertelang zur Gemeinde und Pfarre Immerath. Seine Postleitzahl war bis 1993 die 5141, anschließend 41812.
Die größte Einwohnerzahl erreichte Lützerath 1970 mit 105 Menschen. 2010 lebten lediglich noch 50, Anfang 2021 11 Einwohner im Ort.

### Umsiedlung, Besetzung und Räumung
Im Zuge der Erweiterung des Tagebaus Garzweiler II durch RWE wurden die Bewohner des Dorfes Lützerath von 2006 bis 2022 umgesiedelt und deren Grundstücke zum Teil enteignet. Gegen den Abriss des Dorfes und die entsprechende Kohleförderung existierte seit 2020 ein Zusammenschluss verschiedener Umwelt- und Klimaschutzorganisationen. Im Verlauf von Protestaktionen besetzten Aktivisten die verbliebenen Häuser mit dem Ziel den Erhalt des Dorfes zu sichern und damit den Abbau der darunterliegenden Kohle zu verhindern. Im Januar 2023 wurde das Dorf durch einen Polizeieinsatz geräumt, wobei es zu Blockaden und teilweise gewaltsamen Ausschreitungen kam.

## Baudenkmäler

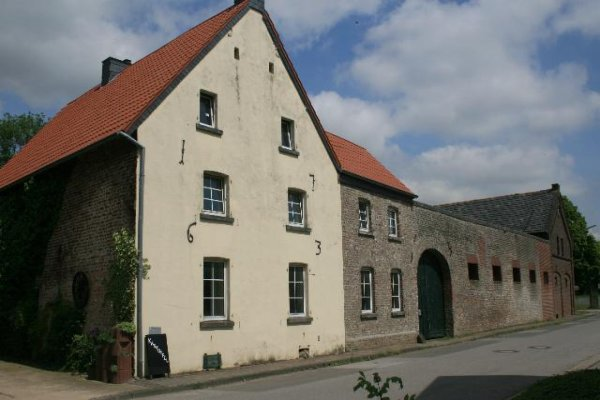
Wachtmeisterhof
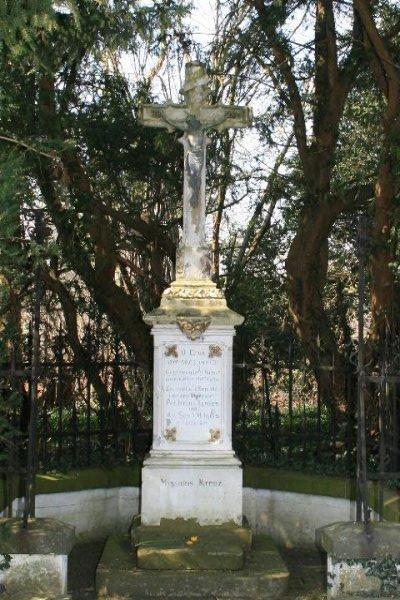
Wegekreuz von 1867
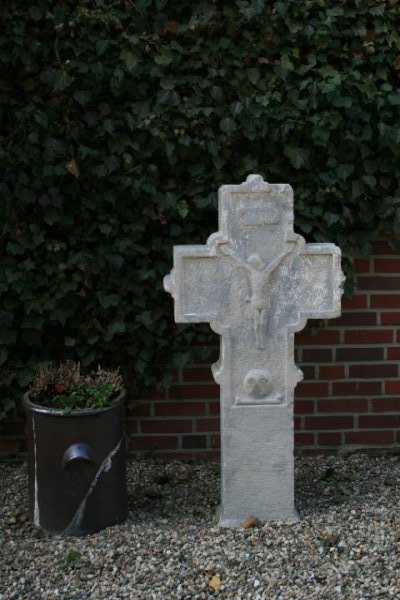
Ehemaliges Grabkreuz (1790)